# Arrondissement Saint-Étienne
Das Arrondissement Saint-Étienne ist eine Verwaltungseinheit des Départements Loire in der französischen Region Auvergne-Rhône-Alpes. Verwaltungssitz (Präfektur) ist Saint-Étienne.
Im Arrondissement liegen zwölf Wahlkreise (Kantone) und 75 Gemeinden.

## Wahlkreise
- Kanton Andrézieux-Bouthéon (mit einer von 15 Gemeinden)
- Kanton Firminy
- Kanton Le Pilat
- Kanton Rive-de-Gier
- Kanton Saint-Chamond
- Kanton Saint-Étienne-1
- Kanton Saint-Étienne-2
- Kanton Saint-Étienne-3
- Kanton Saint-Étienne-4
- Kanton Saint-Étienne-5
- Kanton Saint-Étienne-6
- Kanton Sorbiers

## Gemeinden
Die Gemeinden des Arrondissements Saint-Étienne sind:
| 1. Andrézieux-Bouthéon (42005)      | 2. Le Bessat (42017)                   | 3. Bessey (42018)                  | 4. Bourg-Argental (42023)          |
| 5. Burdignes (42028)                | 6. Caloire (42031)                     | 7. Cellieu (42032)                 | 8. Chagnon (42036)                 |
| 9. Le Chambon-Feugerolles (42044)   | 10. La Chapelle-Villars (42051)        | 11. Châteauneuf (42053)            | 12. Chavanay (42056)               |
| 13. Chuyer (42064)                  | 14. Colombier (42067)                  | 15. Dargoire (42083)               | 16. Doizieux (42085)               |
| 17. L’Étrat (42092)                 | 18. Farnay (42093)                     | 19. Firminy (42095)                | 20. Fontanès (42096)               |
| 21. La Fouillouse (42097)           | 22. Fraisses (42099)                   | 23. Genilac (42225)                | 24. Graix (42101)                  |
| 25. La Grand-Croix (42103)          | 26. L’Horme (42110)                    | 27. Jonzieux (42115)               | 28. Lorette (42123)                |
| 29. Lupé (42124)                    | 30. Maclas (42129)                     | 31. Malleval (42132)               | 32. Marcenod (42133)               |
| 33. Marlhes (42139)                 | 34. Pavezin (42167)                    | 35. Pélussin (42168)               | 36. Planfoy (42172)                |
| 37. La Ricamarie (42183)            | 38. Rive-de-Gier (42186)               | 39. Roche-la-Molière (42189)       | 40. Roisey (42191)                 |
| 41. Saint-Appolinard (42201)        | 42. Saint-Chamond (42207)              | 43. Saint-Christo-en-Jarez (42208) | 44. Saint-Étienne (42218)          |
| 45. Saint-Genest-Lerpt (42223)      | 46. Saint-Genest-Malifaux (42224)      | 47. Saint-Héand (42234)            | 48. Saint-Jean-Bonnefonds (42237)  |
| 49. Saint-Joseph (42242)            | 50. Saint-Julien-Molin-Molette (42246) | 51. Saint-Martin-la-Plaine (42259) | 52. Saint-Michel-sur-Rhône (42265) |
| 53. Saint-Paul-en-Cornillon (42270) | 54. Saint-Paul-en-Jarez (42271)        | 55. Saint-Pierre-de-Bœuf (42272)   | 56. Saint-Priest-en-Jarez (42275)  |
| 57. Saint-Romain-en-Jarez (42283)   | 58. Saint-Romain-les-Atheux (42286)    | 59. Saint-Régis-du-Coin (42280)    | 60. Saint-Sauveur-en-Rue (42287)   |
| 61. Sainte-Croix-en-Jarez (42210)   | 62. Sorbiers (42302)                   | 63. La Talaudière (42305)          | 64. Tarentaise (42306)             |
| 65. Tartaras (42307)                | 66. La Terrasse-sur-Dorlay (42308)     | 67. Thélis-la-Combe (42310)        | 68. La Tour-en-Jarez (42311)       |
| 69. Unieux (42316)                  | 70. Valfleury (42320)                  | 71. La Valla-en-Gier (42322)       | 72. Véranne (42326)                |
| 73. Vérin (42327)                   | 74. La Versanne (42329)                | 75. Villars (42330)                |                                    |

## Neuordnung der Arrondissements 2017

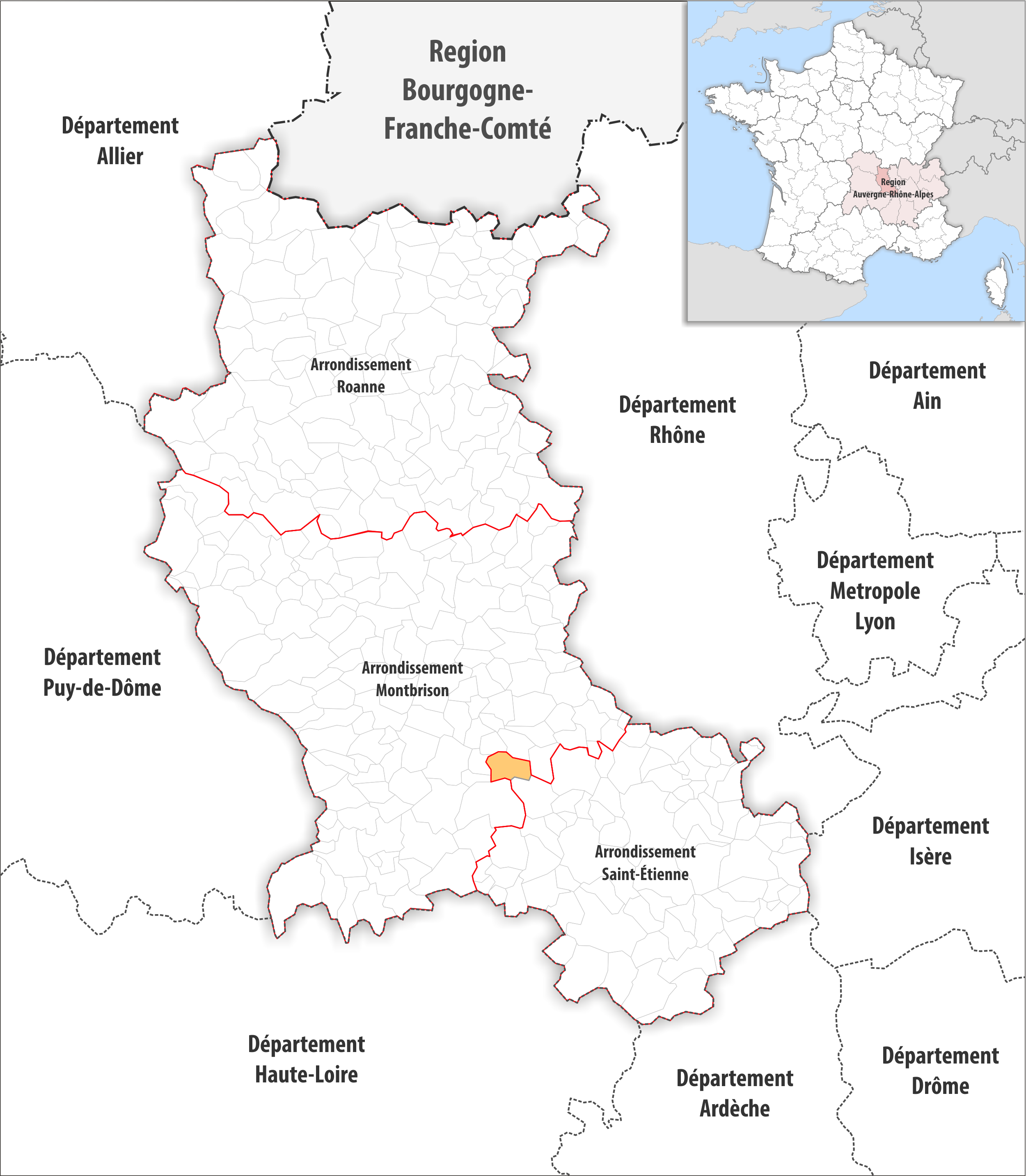
Arrondissementsanpassungen im Jahr 2017

Durch die Neuordnung der Arrondissements im Jahr 2017 wurden die Gemeinde Andrézieux-Bouthéon aus dem Arrondissement Montbrison dem Arrondissement Saint-Étienne zugewiesen.